# جامع باشا
جامع باشا هو من مساجد العراق القديمة ولقد بناه وشيدهُ السيد محمود أغا آل سيد أحمد، أحد وجهاء محافظة أربيل، وبني في عام 1308هـ/ 1891م، ويقع في محلة العرب في أربيل، وتبلغ مساحة المسجد 1000م2، ولقد طمرت معالمهُ التراثية نتيجة أعمال التجديد والصيانة، مع بقاء سقفهِ على طريقةِ الأقواس القديمة حيث يتكون سقفه من ستة قباب ولها أربعة أقواس مستندة على أسس عرضها متر واحد، وآخر عمليات الصيانة والترميم كانت في عام 2008م، ويشرف على الجامع الآن السيد كاروان شامل أغا بن السيد محمود أغا.